# CFM International
CFM International ist ein Joint Venture mit Sitz in Paris, das 1974 zu gleichen Teilen von den beiden Triebwerksherstellern Snecma (heute: Safran Aircraft Engines) und GE Aviation gegründet wurde.  Gemeinsam wurde das Turbofan-Triebwerk CFM56 entwickelt, ein kommerziell erfolgreiches Strahltriebwerk der gewerblichen Luftfahrt. Es kommt unter anderem in der Boeing 737, der Airbus-A320-Familie und der A340 zum Einsatz.
Die Abkürzungen CFM (Firma) und CFM56 (Produkt) sind keine Akronyme, sondern Zusammensetzungen der Bezeichnungen der bereits bestehenden Triebwerksfamilien General Electric CF6 und Snecma M56. Diese Namenswahl sollte bei den Fluggesellschaften von vornherein Vertrauen zu dem neuen Triebwerk herstellen.
2008 begann CFM mit der Neuentwicklung des LEAP-X (später umbenannt in LEAP), das seit 2016 für die Comac C919, Airbus A320neo und die Boeing 737 MAX verfügbar ist.

## Standorte
Das Unternehmen produziert weltweit an insgesamt 10 Hauptstandorten. Dabei befinden sich die Niederlassungen von General Electric in
1. Evendale, Ohio: Hauptsitz, Konstruktion, Fertigung, Erprobung. Daneben noch weitere kleine Standorte wie Peebles, Rutland, Hooksett und Lynn.
2. Durham, North Carolina: Endmontage, Erprobung/Tests. Daneben noch weitere Niederlassungen in Wilmington, Greenville, Auburn, Ellisville
3. Victorville, Kalifornien: Flugtests
4. Regensburg, Deutschland: Verarbeitung von Titan-Bauteilen, in Auflösung[4]

Der französische Partner Safran-Snecma hat seine Standorte in
1. Liers, Belgien: Niederdruckverdichter (bei Techspace Aero)
2. Villaroche (u. a.), Frankreich: Endmontage, Tests, teilweise in Verbindung mit Sagem und Hispano-Suiza
3. Bengaluru, Indien: Steuerung und Triebwerksanbauten bei Snecma HAL
4. Suzhou, Volksrepublik China: Fertigung einzelner Triebwerksmodule
5. Querétaro, Mexiko: Fertigung einzelner Triebwerksmodule

Daneben fertigen beide Unternehmen gemeinsam Strukturteile bei Famat in St. Nazaire, ebenfalls in Frankreich.